# Trimetilamina-N-óxido reductasa
La Trimetilamina-N-óxido reductasa (EC 1.6.6.9) es una enzima que cataliza la siguiente reacción química:
Por lo tanto los tres sustratos de esta enzima son NADH, dos iones hidrógeno y N-óxido de trimetilamina; mientras que sus tres productos son trimetilamina, NAD+
, y agua.

## Clasificación
Esta enzima pertenece a la familia de las oxidorreductasas, más específicamente a aquellas oxidorreductasas que actúan sobre NADH o NADPH utilizando un grupo nitrogenado como aceptor.

## Nomenclatura
El nombre sistemático de esta clase de enzimas es NADH:N-óxido-de-trimetilamina oxidorreductasa. Otros nombres de uso común pueden ser trimetilamina N-óxido reductasa, trimetilamina óxido reductasa, TMAO reductasa, y TOR.

## Estructura y función
Hasta el año 2007 solo se había resuelto una estructura para esta clase de enzimas con el código 1TMO de acceso a PDB. Esta enzima participa en el metabolismo del metano.